# The Master Key (1945)
The Master Key é um seriado estadunidense de 1945, gênero espionagem, dirigido por Lewis D. Collins e Ray Taylor, em 13 capítulos, estrelado por Milburn Stone, Jan Wiley e Dennis Moore. Foi produzido e distribuído pela Universal Pictures, e veiculou nos cinemas estadunidenses a partir de 24 de abril de 1945.

## Sinopse
Espiões nazistas, liderados pelo misterioso "Master Key", raptam o Professor Henderson com o objetivo de obter sua "Orotron machine", que é capaz de extrair ouro da água do mar. O agente do FBI Tom Brant, ajudado pela repórter Janet Lowe e o Detetive Jack Ryan, tentam resgatar o Professor e conter a aliança nazista.

## Elenco
- Milburn Stone … Agente do FBI Tom Brant
- Jan Wiley … Janet Lowe, repórter
- Dennis Moore … Detetive Tenente Jack Ryan
- Addison Richards … Gerhard Doenitz, ou Garret Donahue, investigador particular e agente nazista
- Byron Foulger … Professor Elwood Henderson
- Maris Wrixon … Dorothy Newton
- Sarah Padden … Aggie
- George Lynn … Herman, o "Spearpoint Heavy"
- Russell Hicks … Chefe Policial Michael J. O'Brien
- Roland Varno … Arnold "Hoff" Hoffman, ou M-3
- Lash LaRue … Migsy. Foi o filme de estreia de La Rue.[3]
- Jerry Shane … Dan
- Neyle Morrow … Spike
- John Eldredge … Walter Stark, ou M-6
- Jack Perrin ... Policial (não-creditado)
- George Chesebro	...	Bombeiro arrastando mangueira (não-creditado)[4]
- Edmund Cobb ... Oficial da ferrovia na torre (não-creditado)
- Al Ferguson ... Motorista do caminhão (não-creditado)

## Capítulos
1. Trapped by Flames
2. Death Turns the Wheel
3. Ticket to Disaster
4. Drawbridge Danger
5. Runaway Car
6. Shot Down
7. Death on the Dial
8. Bullet Serenade
9. On Stage for Murder
10. Fatal Masquerade
11. Crash Curve
12. Lightning Underground
13. The Last Key

Fonte: